# Soundflowers
Soundflowers è il nome di un gruppo musicale italiano nato nel 2004 fondato da Giacomo Caliolo (musicista, compositore conosciuto per aver fatto parte dei Rondò Veneziano) e Vincenzo Ciannarella, (deejay e produttore discografico).

## Le origini
La prima formazione dei "Soundflowers" era composta da Giacomo Caliolo, Davide Rossi (pianista), Ettore Biscuso (sassofonista e flautista) e Vincenzo Ciannarella (deejay).
Il gruppo musicale uscì con un primo album nel 2005 dal titolo "Voiage Oriental" con una registrazione casalinga che però riscontrò un notevole successo.
L'album fu prodotto da Vincenzo Ciannarella e fu pubblicato su CD con un doppio marchio in seguito ad un accordo fra due etichette discografiche che ne acquisirono congiuntamente i diritti: la "Shake Records" e la "Ecosound", entrambe etichette discografiche agli esordi.
Alcuni brani dell'album, ritenuti più commerciali di altri, furono inseriti anche in diverse compilation di musica elettronica, chillout, ambient music e lounge music delle stesse etichette discografiche. Il CD "Voiage Oriental" fu distribuito a livello mondiale.

## Le controversie con le case discografiche
Dopo breve tempo dall'uscita di "Voiage Oriental", visto il riscontro di vendite, l'album fu oggetto di contesa fra le due etichette discografiche che avviarono una causa legale per possederne i diritti di pubblicazione e poterlo ristampare in maniera indipendente l'una dall'altra.
A seguito di lunghe controversie e battaglie legali, entrambe le etichette discografiche ebbero la possibilità di ristampare l'album, e "Voiage Oriental" uscì sul mercato con entrambe le versioni ristampate e con due copertine completamente differenti.

## La collaborazione con la Shake Records
In quel periodo Giacomo Caliolo conobbe Verdiano Vera (musicista, compositore, sound engineer, arrangiatore e produttore discografico), che allora era proprietario dello studio di registrazione "Mediatech Communication" e che oltre a diventare il quinto componente del gruppo musicale, prese in mano la produzione artistica dei Soundflowers facendosi carico delle spese dello studio di registrazione per permettere alla band di continuare a registrare altri brani musicali.
Da lì a poco, la "Shake Records" decise di escludere Vincenzo Ciannarella dalle future produzioni dei "Soundflowers", in quanto ritenuto responsabile delle controversie fra le due etichette discografiche.
Verdiano Vera firmò un contratto con la "Shake Records" per la produzione di un secondo album dei "Soundflowers".
L'album fu registrato in poco più di un mese, ma al termine del lavoro, la "Shake Records" decise di utilizzare solo due brani fra tutti quelli prodotti per l'album: "Soudade" e "Portofino Sky". 
I due brani scelti furono inseriti in un CD compilation dal titolo "Portofino Sky" (SHK 005-05 CD), pubblicato dalla stessa "Shake Records" e distribuito in Italia dalla "Halidon" mentre tutti gli altri brani furono scartati.

## La collaborazione con la Ecosound
Nel 2005, Verdiano Vera e Giacomo Caliolo presentarono alla "Ecosound" (la controparte della "Shake Records") i brani musicali scartati dalla "Shake Records" e firmarono un contratto discografico che diede il via ad una proficua collaborazione fra i due musicisti e la "Ecosound" che durò due anni (dal 2005 al 2007) e che portò i due componenti dei Soundflowers a produrre una collana composta da 13 album di genere chillout, lounge music musica elettronica e ambient music pubblicata su CD e distribuita in Italia dalla "Ecosound". 
Di questi 13 album, solo 4 furono accreditati ai "Soundflowers": "Exotic" (Ecosound, 05808), "Jazz Set" (Ecosound, 08007), "Ibiza Bar" (Ecosound, 07994) e "Celtic Relax" (Ecosound, 07987), tutti gli altri album prodotti all'interno della stessa collana risultano CD orfani accreditati alla "Ecosound" tranne uno che fu accreditato ai Rondò Anthology, una band i cui fondatori furono gli stessi Verdiano Vera e Giacomo Caliolo.
Tutti i brani musicali contenuti nei 4 CD pubblicati dalla "Ecosound" sono firmati da Verdiano Vera e da Giacomo Caliolo.
Nel 2007 "Ecosound", etichetta discografica che dipendeva in gran parte da "Ecofina Srl", fu assorbita dalla "casa madre", interrompendo la sua produzione musicale, e quindi interrompendo anche la produzione musicale dei "Soundflowers".
Mentre la "Ecosound"stava per interrompere la produzione musicale, i Soundflowers avevano già pronto un altro album dal titolo "Mediterranea", forse il più completo e il più curato della serie. 
La "Ecosound" acquisì le edizioni e i diritti di stampa di tutti i brani di "Mediterranea", l'album fu stampato, ma non fu mai distribuito.

## Discografia
- 2005 - Voiage Oriental, Soundflowers, CD (Ecosound & Shake Records)
- 2006 - Exotic, Soundflowers, CD (Ecosound, 05808)
- 2007 - Celtic Relax, Soundflowers, CD (Ecosound, 07987)
- 2007 - Ibiza Bar, Soundflowers, CD (Ecosound, 07994)
- 2007 - Jazz Set, Soundflowers, CD (Ecosound, 08007)

## Formazione
- Giacomo Caliolo (2004 - 2007)
- Verdiano Vera (2005 - 2007)
- Vincenzo Ciannarella (2004 - 2005)
- Davide Rossi (2004 - 2007)
- Ettore Biscuso (2004 - 2007)
- Stefano Palumbo (2005 - 2007)